# Combat de fauves
Pour plus de détails, voir Fiche technique et Distribution.
Combat de fauves est un film franco-belgo allemand réalisé par Benoît Lamy sorti en 1997.

## Synopsis
Un homme d'affaires arrogant entre dans un immeuble du début du XXe siècle mystérieux pour visiter un appartement à louer. Il est bloqué dans l'ascenseur par une dominatrice.

## Fiche technique
- Titre allemand : Der Mann im Lift
- Titre original : Combat de fauves
- Réalisation : Benoît Lamy
- Scénario : Gabrielle Borile et Benoît Lamy, d'après le roman Combat de fauves au crépuscule d'Henri-Frédéric Blanc
- Production : Jacqueline Pierreux
  - Producteur délégué : Alfred Hürmer
  - Producteur exécutif : Marco Mehlitz
- Société de production : 
  -  France : Atloyo, Galatée Films, Lamy Films
  -  Allemagne : Integral Films
  -  Belgique : RTBF
- Musique : Bruno Coulais
- Photographie : Charles Van Damme
- Montage : Denise Vindevogel
- Décors : Pierre-François Limbosch
- Pays :  France,  Belgique et  Allemagne
- Genre : drame
- Durée : 90 minutes
- Dates de sortie : 
  -  Belgique : septembre 1997 (festival international du film en langue française de Namur)
  -  France : 18 mars 1998

## Distribution
- Richard Bohringer : Charles Cuvelier
- Ute Lemper : Carole Valmer
- Papa Wemba : L'Africain
- Jacqueline Nicolas : La bonne
- Roland De Pauw : Le facteur
- Rico Micas : L'enfant